# Hot Wheels: All Out
Hot Wheels: All Out es un videojuego de carreras desarrollado por TwoFiveSix y publicado por Destination Software y Zoo Digital Publishing para Game Boy Advance. Fue lanzado el 13 de septiembre de 2006 en América del Norte y el 24 de noviembre de 2006 en Europa.

## Jugabilidad
El juego se juega desde una perspectiva isométrica y permite al jugador correr con 19 autos Hot Wheels clásicos diferentes, incluidos Phantasm, Bullygoat y Firestorm. La acción se desarrolla en cuatro pistas, cada una con su propia temática. Estos son ciudad, hielo, volcán y jungla. Cada pista tiene sus propios obstáculos a los que el jugador debe prestar atención. En la ciudad hay alcantarillas y ancianas, mientras que en la pista de hielo el jugador debe evitar muñecos de nieve y osos polares. Además de simplemente correr, el jugador también puede usar Nitro y funciones de cámara lenta.
Hay cuatro modos de juego disponibles: El modo de juego rápido lleva al jugador directamente a la acción. El jugador elige la ubicación del coche y el modo y luego la pista se selecciona aleatoriamente. En segundo lugar, los desafíos vienen en cinco variantes diferentes: en VS, el jugador compite contra autos controlados por la IA y tiene que llegar primero. En Collector, el jugador debe recolectar elementos antes de que se acabe el tiempo. En Pursuit, el jugador tiene que alcanzar un coche criminal antes de que se acabe el tiempo. En Eliminator, el último jugador clasificado es eliminado. En Beat the Clock el jugador corre contra el reloj.
El tercer modo de juego es el desafío definitivo en el que el jugador puede ganar el trofeo All Out. Aquí el jugador tendrá que completar múltiples desafíos por turno para desbloquear el siguiente.

## Recepción
Nintendojo escribió: "Los pequeños autos de juguete aún pueden generar nostalgia en la gente mayor, pero Hot Wheels All Out pierde esa cualidad. Sin él, falla como un juego de carreras puramente entretenido y a los veteranos de los videojuegos no les gustará. Pero como título económico para niños pequeños en el viaje en minivan a la casa de la abuela, tiene algo de atractivo".
Gamers' Temple escribió: "Todo es bastante repetitivo y aburrido, y realmente no hay ninguna motivación para seguir corriendo las mismas carreras aburridas una y otra vez en las mismas pistas. Hay corredores mucho mejores, incluso en la humilde GBA".